# Tweede Kamerverkiezingen 2017/Kandidatenlijst/VNL
Dit is de lijst van kandidaten van VNL voor de Nederlandse Tweede Kamerverkiezingen van 15 maart 2017, zoals deze op 3 februari 2017 werd vastgesteld door de Kiesraad.

## Achtergrond
Op 19 december 2016 presenteerde VNL de kandidatenlijst voor de Tweede Kamerverkiezingen van 15 maart 2017. Lijsttrekker werd Jan Roos.

## De lijst
- vet: verkozen
- cursief: voorkeursdrempel overschreden

1. Jan Roos, Bergen – 30.241
2. Joram van Klaveren, Almere – 2.016
3. Louis Bontes, Hellevoetsluis – 1.035
4. Tanya Hoogwerf, Rotterdam – 2.185
5. Alexander Sassen, Berkhout – 166
6. Michel Versteeg, IJsselstein – 136
7. Jan de Laat, Gouda – 90
8. Symen van der Meer, Hoorn – 121
9. Peter Vermaas, Enschede – 286
10. Jeffrey Himpers, Drongelen – 93
11. René van Gemert, Eindhoven – 319
12. Johan Oosterhagen, Leiden – 86
13. Johan Molema, Amsterdam – 156
14. Arjan de Gast, Alphen aan den Rijn – 96
15. Sachin Chandarsing, 's-Gravenhage – 112
16. Ronald van Tiggelen, Zandvoort – 70
17. Chris de Veth, Amstelveen – 55
18. Laurence Stassen, Echt – 946

VVD · PvdA · PVV · SP · CDA · D66 · ChristenUnie · GroenLinks · SGP · Partij voor de Dieren · 50PLUS · OndernemersPartij · VNL · DENK · Nieuwe Wegen · Forum voor Democratie · De Burger Beweging · Vrijzinnige Partij · GeenPeil · Piratenpartij · Artikel 1 · Niet Stemmers · Libertarische Partij · Lokaal in de Kamer · Jezus Leeft · StemNL · Mens en Spirit/Basisinkomen Partij/V-R · Vrije Democratische Partij